# (73366) 2002 KO8
(73366) 2002 KO8 – planetoida z pasa głównego asteroid okrążająca Słońce w ciągu 4,7 lat w średniej odległości 2,8 j.a. Odkryta 29 maja 2002 roku.